# (5726) Rubin
(5726) Rubin – planetoida z pasa głównego asteroid okrążająca Słońce w ciągu 3 lat i 220 dni w średniej odległości 2,35 j.a. Została odkryta 24 stycznia 1988 roku w Obserwatorium Palomar przez Carolyn Shoemaker. Nazwa planetoidy pochodzi od Very Rubin (1928–2016), amerykańskiej astronom. Przed nadaniem nazwy planetoida nosiła oznaczenie tymczasowe (5726) 1988 BN2.